# Serghei Șoigu

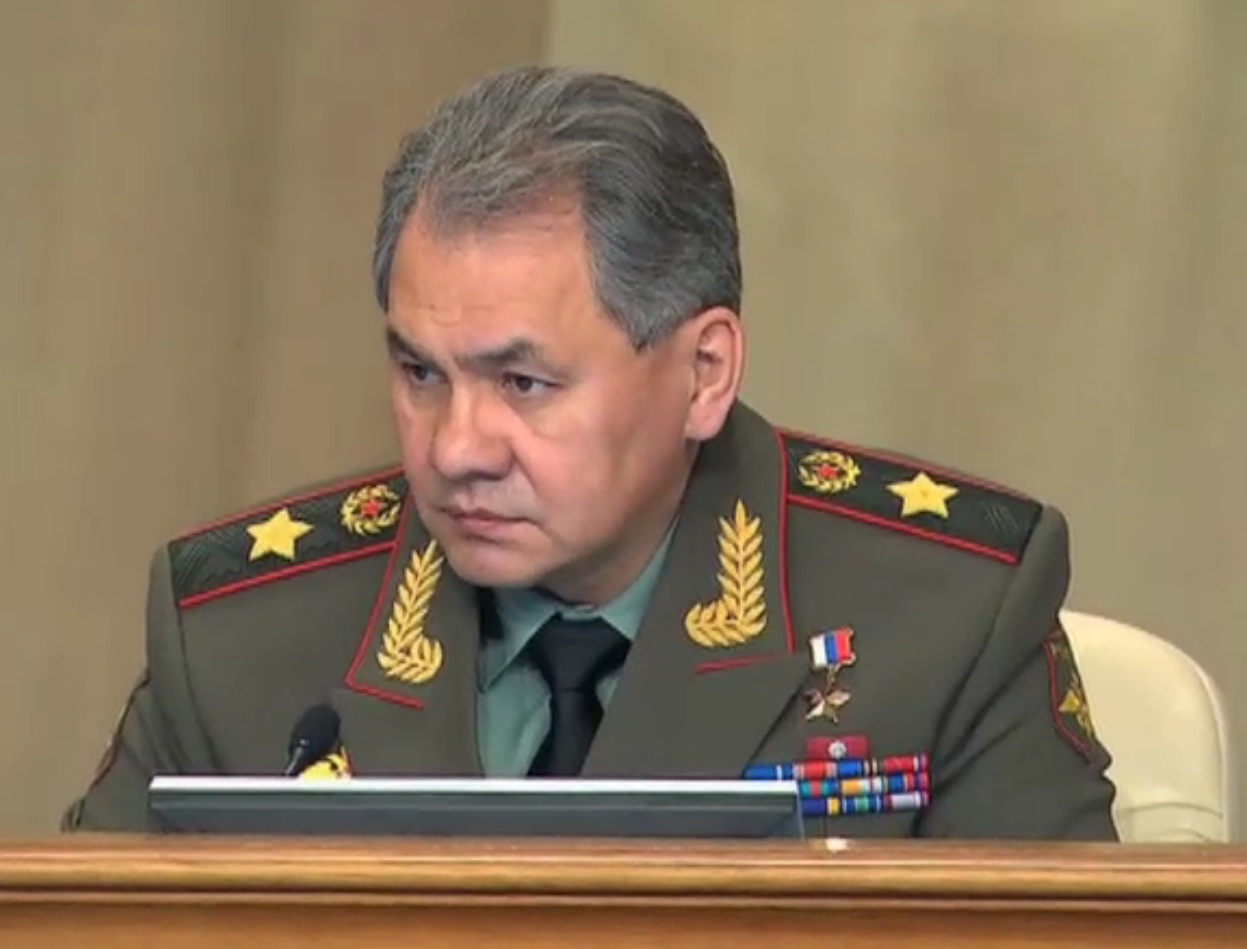
Serghei Șoigu în 2013

Serghei Șoigu (rusă: Сергей Кужугетович Шойгу, tuvană: Сергей Күжүгет оглу Шойгу; n. 21 mai 1955, Ceadan⁠(d), RSFS Rusă, URSS) este un politician rus de etnie tuvană. De la 6 noiembrie 2012 este ministrul apărării al Federației Ruse.